# Gianvito Geotti
Gianvito Geotti (Ronchi dei Legionari, 7 gennaio 1938 – Mossa, 25 gennaio 2023) è stato un calciatore italiano, di ruolo portiere.

## Biografia
Esordì in Serie A con la maglia del Messina il 27 ottobre 1963 in Lazio-Messina (2-0). Giocò in massima serie anche con Brescia e Palermo, disputando complessivamente 41 incontri e conquistando la salvezza in tutti e tre i campionati disputati. Fece parte come terzo portiere della rosa dell'Inter nella stagione 1957-1958, ma senza scendere in campo in incontri di campionato.
Disputò 8 campionati di Serie B con Como, Lecco e Palermo, per 147 presenze complessive, centrando la promozione in massima serie nella stagione 1967-1968.

## Palmarès
- Campionato italiano di Serie B: 1

Palermo: 1967-1968